# Vinstorpaätten
Vinstorpaätten är inte en enhetlig släkt utan ett samlingsnamn på tre under medeltiden utgrenande frälseätter, från cirka 1250 och fram till 1500 med ursprung från sätesgården Vinstorp, vilken låg i Böne socken av Redvägs härad vid Ätradalen, norr om Ulricehamn i Västergötland. Det har också föreslagits att Udd Matssons ätt, den egentliga Vinstorpaätten är en utgrening från ätten Kraam.

## Vinstorpavapnet
Vapnet, som har kallats Liljebalk, var enligt Äldre svenska frälsesläkter en kluven sköld, i högra fältet en halv lilja, och två, senare tre balkar i det vänstra. (Det hävdas också att det ursprungliga vapnet för den gren som hade godset Vinstorpa/Vinsarp var en snedställd lilja.) Enligt Bo Johnson Theutenberg är Vinstorpaättens grundvapen en kluven sköld med i första fältet från linjen utväxande halv kluven lilja, i andra fältet tre gånger styckad sköld. I Johan Peringskiölds avbildning av ättens vapen i Genealogica 42 fol 16, Riksarkivet, återges i den kluvna sköldens andra fält istället två blå balkar i gult fält, vilket får ses som en brisering av grundvapnet. 
Den egentliga Vinstorpaätten förde sitt kluvna vapen i olika färgkombinationer: 
1. Anna Karlsdotters vapen, bevarat på en mässhake i Skara domkyrka, visar en halv, troligen blå (eller grön) lilja i troligen rött fält, och troligen röda snedbjälkar på blått fält.
2. Enligt Rasmus Ludvigsson  förde hon blå lilja och röda snedbjälkar i en helt gul sköld.
3. Ett annat Vinstorpavapen med helt gul sköld men vapenbildernas färger omkastade är återgivet.
4. I Anna Petersdotters släktbok framställdes Vinstorpavapnet med gul lilja i blått fält och blå snedbjälkar i vitt fält.

De andra grenarna förde ett snarlikt vapen där symbolen antingen består av en halv eller en hel lilja, jämte sneda eller raka bjälkar. Vapenskölden ärvdes i regel både på svärdssidan och spinnsidan. Äldre svenska frälsesläkter anger att kung Birger Magnussons camerarius Peter Andersson (Elofssönernas ätt), som levde i början av 1300-talet, möjligen upptagit Vinstorpavapnet från mödernet.

## 1278–1428 Vinstorpaätten I – Håkan Tunessons ätt

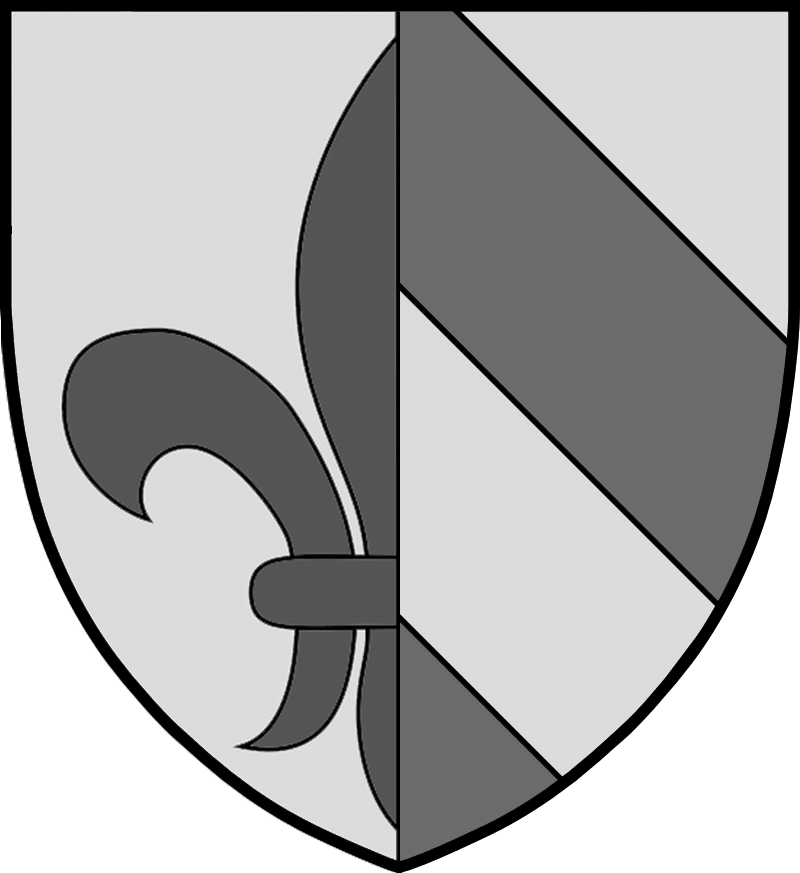
Håkan Tunessons vapen, en halv lilja i det högra fältet och två balkar i det vänstra, tinktur okänd

Stamfader till Vinstorpaätten I, hette Tune, känd ca 1250 och är känd endast genom barnens patronymikon. Sex av hans barn förekommer i handlingar mellan 1278 och 1320.
Håkan Tunasons vapen, en halv lilja i det högra fältet och två balkar i det vänstra, togs även av flera av hans systersöner.
1. Tunes äldsta son, marsken Håkan Tunesson (känd 1281–1289) blev riddare, riksråd och hovmarskalk. Hans hustrus namn är okänt, men han hade sonen Mats Håkansson.
2. Håkans bror Bengt Tunasson var kanik i Skara. Han var på förslag till biskopsvalet 1278 men blev inte vald. I stället blev han domprost i Skara och var det ännu 1306 men inte mera 1308 då han förmodligen var död.
3. Olof Tunadotter omnämns 1289–1309 som domina och änka. Hon ägde jord i Lysings härad, Östergötland och Mo härad, Småland. Hennes make är inte känd. Hon hade en dotter som blev nunna i Vreta kloster 1289.
4. Systern Ingeborg Tunadotter omnämns 1306–1309. Hon ägde jord i Mo, Småland. Hon hade sex söner och två döttrar. Det är inte fullt bevisat, men högst troligt att hon var identisk med den Ingeborg som var mor till norrmannen Ragvald Mule, vilken förde Vinstorpaättens vapen.  Är detta riktigt, så var hon senast 1281 gift med riddaren Birger Håkansson (Hjorthorn, Törne Matssons ätt).
5. Ytterligare en syster, Elena Tunadotter omnämns första gången 1306. Hennes testamente är daterat 3 augusti 1320. I det väljer hon sin grav i minoritbrödernas kloster i Skara. Hon ägde jord i Mo i Småland. Maken är okänd men av barnens patronymikon framgår att han hette Bengt. Hon hade fyra söner.
6. Kristina Tunadotter – om henne vet man ingenting annat än att hon hade en son som hette Magnus Kristinasson och vars far kan ha varit Bengt Sigtryggsson (Boberg) (1223–1259).
  1. Magnus Kristinasson
    1. Sigge Magnusson var riddare och riksråd åt Magnus Eriksson. Gift med Ramborg.
      1. Bengta Siggesdotter, gift med riddaren Håkan Halstensson (Halsten Peterssons ätt).[4] [5]

Håkan Tunassons son Mats Håkansson ansågs förr felaktigt vara far till Udd Matsson nedan, stamfar till Vinstorpaätten.

## 1310–1399 Vinstorpaätten II – Lidinvard Haraldssons ätt
Ättens första kända medlem är Harald Håkansson som nämns 1343 och 1369 och vars härstamning ej är säkert känd, möjligen var han son till kung Birgers rådsherre riddaren Håkan Haraldsson. Han förefaller att ha bott i Kleva, Vilske-Kleva socken, Hans sigill var Vinstorpaättens.
Han hade en dotter Ragnhild, nunna i Skänninge, och en son Lidinvard Haraldsson som var riddare 1343. 
Lidinvard Haraldssons sigill var Vinstorpaättens. 1349 gifte sig Lidinvard Haraldsson med Katarina. Hon var dotter till riksrådet Magnus Bengtsson (Bengt Bossons ätt) och Birgitta Knutsdotter (Lejonbjälke). Hans testamente är daterat 25 augusti 1369. Han valde gravplats för sig och sin hustru i Skänninge nunnekloster. Fru Katarina levde ännu 1369. Paret hade en dotter som hette Margareta, gift med riddaren Magnus Håkansson (Magnus Marinasons ätt).

## 1312–1331 Vinstorpaätten III – Knut Abjörnssons ätt

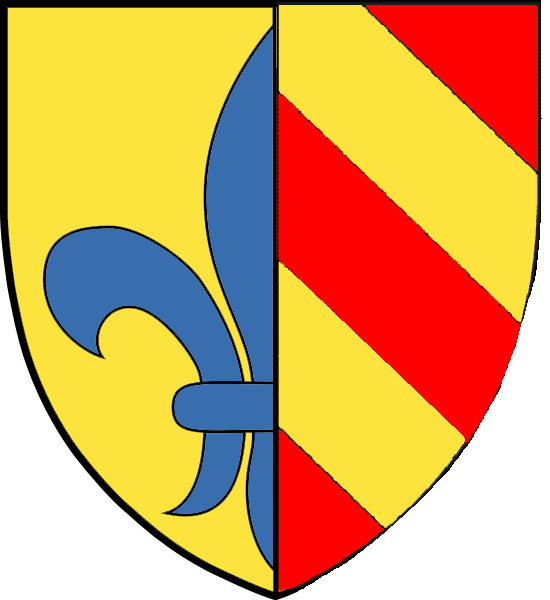
Arvid Abjörnssons vapen

Stamfader till Vinstorpaätten III, hette Abjörn, och han var sannolikt nära släkt med Vinstorpaätten. 
Han fick sönerna Arvid Abjörnsson (känd 1331) som i sitt sigill förde Vinstorpaättens vapen och Knut Abjörnsson till Hallatorp (känd 1312–1331). 
Knut Abjörnsson är nämnd tidigast 1312, skrev sig till Hallatorp i Västergötland och Gymninge i Närke. Han var först gift med en till namnet okänd frälsekvinna som ägde jord i Halland, och sedan med Margareta. 
Knut Abjörnsson förde Vinstorpaättens vapen och hade döttrarna Kristina, gift före 1322 med Gjurd (okänt efternamn), och Ingeborg Knutsdotter som senast 1331 gifte sig med Mats Uddsson och bildade Vinstorpaätten IV.

## 1364–1552 Vinstorpaätten IV – Udd Matssons ätt – egentliga Vinstorpaätten
egentliga Vinstorpaätten härstammar från Ingeborg Knutsdotter vars far förde Vinstorpavapnet. 
Det har också föreslagits att den egentliga Vinstorpaätten är en utgrening från ätten Kraam. Sambandet mellan ätten Kraam och Vinstorpaätterna är inte helt klarlagt förutom att de förde liknande vapensköldar. Ätterna varierade vapensköldarnas utseende så att två samtida personer aldrig förde helt lika vapen. Dessutom fördes ofta vapnen vidare även på spinnsidan. Det har med bakgrund mot detta föreslagits att stamfadern, Udd Matsson, möjligen är identisk med Odde Kraam. Förutom att de förekommar ganska samtidigt i källorna, förde ett identiskt vapen, en på gyllene sköld liggande heraldisk lilja balkvis, (men Udd Mattsons söner kom att föra sin mors vapen från Vinstorpaätten: Kluven, i fält en utväxande halv lilja, och två balkar) så ägde Udd Mattsons son Bengt, och Odde Kraam gård i Brismene socken, Frökind härad. Mot den bakgrunden har det föreslagits att egentliga Vinstorpaätten i själva verket är ätten Kraam.

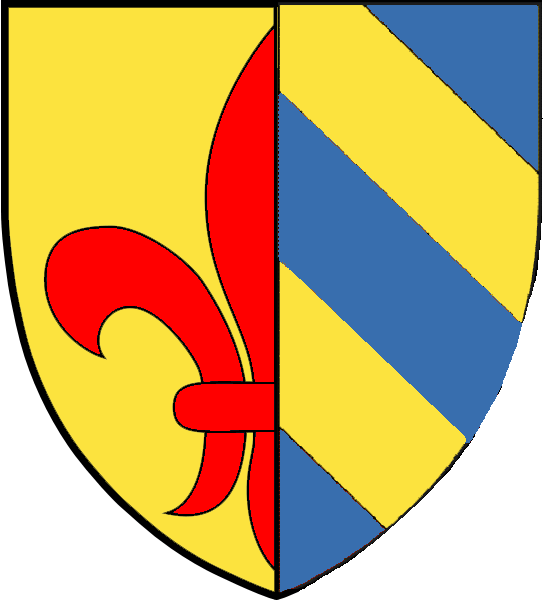
Udd Matssons vapen

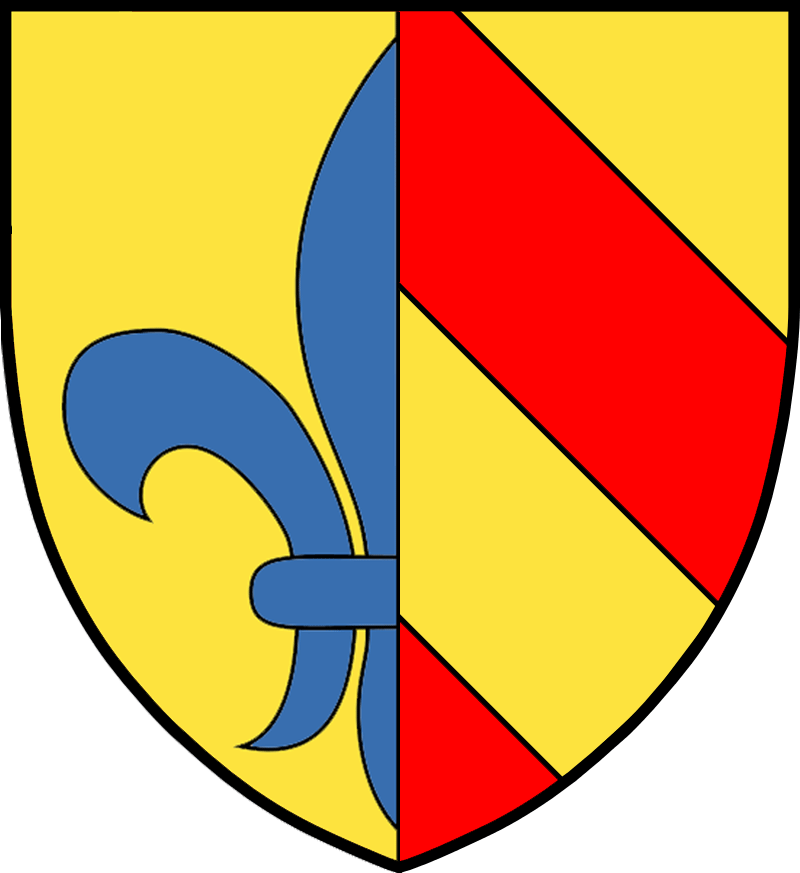
Bengt Uddsons och Knut Uddsons vapen: Kluven sköld med en halv lilja i högra, och två tvärbjälkar i vänstra fältet.

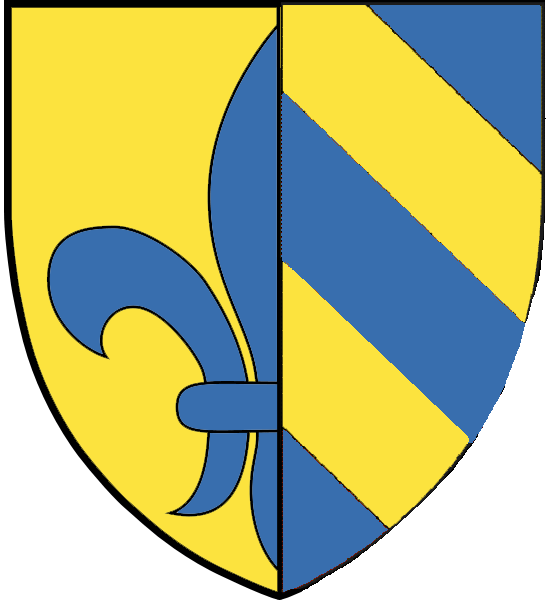
Anna Karlsdotters vapen

1. 1323 köpte Sigge Djäkn  gården Gambla Winzatorp. Sigge Djäkn var gift med Margareta Tomasdotter (faster till drotsen Bo Jonsson (Grip)).
  1. Karl Sigesson
    1. Ingrid Karlsdotter fru Ingrid i Vinstorp ärvde Vinstorp och gifte sig med Udd Matsson. Udd Matsson hade tagit Vinstorpavapnet efter sin morfar Knut Abjörnsson (Knut Abjörnssons ätt) och gjorde Vinstorp till sin sätesgård och blev stamfar för den egentliga Vinstorpaätten. Han fick 1371 Redvägs härad och staden Bogesund (nuvarande Ulricehamn) i Västergötland i förläning. 
      1. Karl Uddsson (troligen död 1419), kanik i Skara 1390 och dekan där 1392.
      2. Sigge Uddsson (död 1435), uppkallades troligen efter sin mormorsfar, Sigge Djäkn, kanik och senare biskop i Skara.
      3. Knut Uddsson (Vinstorpaätten) (död omkring 1433), riddare, häradshövding i Åkerbo härad[särskiljning behövs]. Gift 1. före 1408 med Helena Magnusdotter, dotter till marsken Magnus Nilsson (Röde) och Helena Jonsdotter (Sparre, Jon Kristinasons ätt) och 2. före 1409 med Ingeborg Magnusdotter, dotter till Magnus Israelsson (halvt lejon).
      4. Ragnhild Uddsdotter (död före 1458). Ragnhild Uddsdotter ärvdes av brodern Bengt Uddssons barn.
      5. Bengt Uddsson (död på vintern 1436 eller 1437), riksråd och häradshövding i Redvägs härad i Västergötland 1412 och riksråd 1435. Levde ännu 25.10 1436 men blev ihjälslagen i Västergötland under Erik Pukes (Rossviksätten) uppror. Gift med Kristina Staffansdotter, dotter till riksrådet och riddaren Staffan Ulfsson (Ulv) och hans andra hustru Iliana Åkesdotter (bååt). Bengt Uddsson hade bytt till sig gården Tummatorp i Dalums socken vid Vinstorpasjön mittemot gamla Vinstorp och han flyttade sätesgården dit och gav den namnet Nya Vinstorp, vilket är nuvarande Vinsarp.
        1. Ingrid Bengtsdotter (död 1488), gift 1. 1444 med riddaren Tomas Bengtsson (Pipa) och 2. 1448 med riddaren och riksrådet Gustav Olsson (Stenbock).
        2. Staffan Bengtsson (död 1471) riddare och riksråd.
        3. Märta Bengtsdotter gift med riddaren och danska riksrådet Åke Axelsson (Tott).
        4. Birgitta Bengtsdotter gift med Laurens Bengtsson
        5. Karl Bengtsson (1454–1495) riksråd. Tilldömdes 1471 broderns sätesgård Vinstorp. Gift med Katarina Lagadotter, som var dotter till Lage Gustavsson (sparre) och Bodil Bengtsdotter (Pik).
          1. Örjan Karlsson,  riddare vid kung Hans kröning 1497. Hövitsman på Öresten 1498, bodde på Vinstorp.
          2. Anna Karlsdotter, gift 1.  1488 med riksrådet Erik Karlsson (Vasa), som blev ihjälskjuten 20.3 1491, och gift 2. 1493 med riddaren och riksrådet Erik Eriksson (Gyllenstierna). Hon och blev senare beryktad som "Pintorpafrun" på Ericsbergs slott.

Med Anna Karlsdotters död (begravd 1552) anses Vinstorpaätten ha utslocknat.

## Galleri

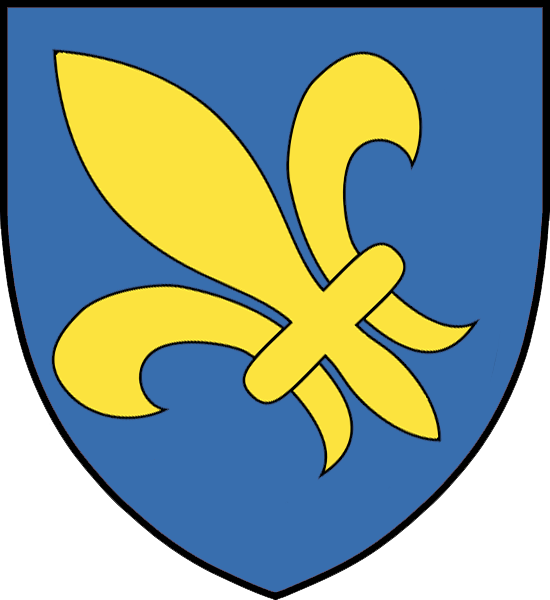
det ursprungliga vapnet för den gren som hade godset Vinstorpa/Vinsarp var en snedställd lilja
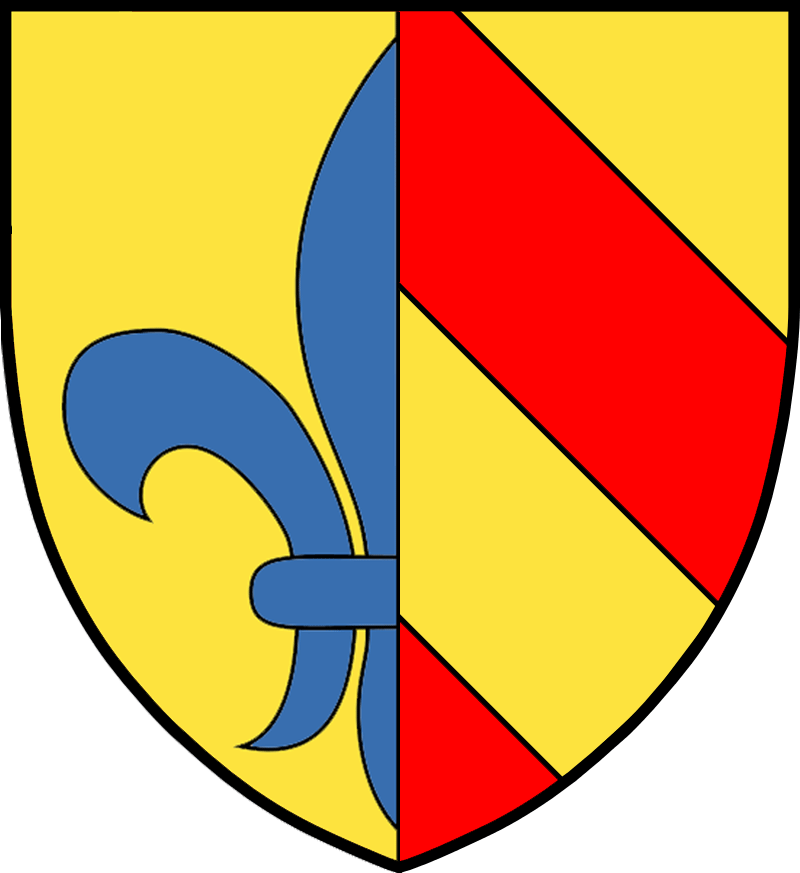
Vapensköld för Bengt Uddeson, Vinstorpaätten (enligt Erik Gustafsson (Stenbock)s antavla på Torpa)
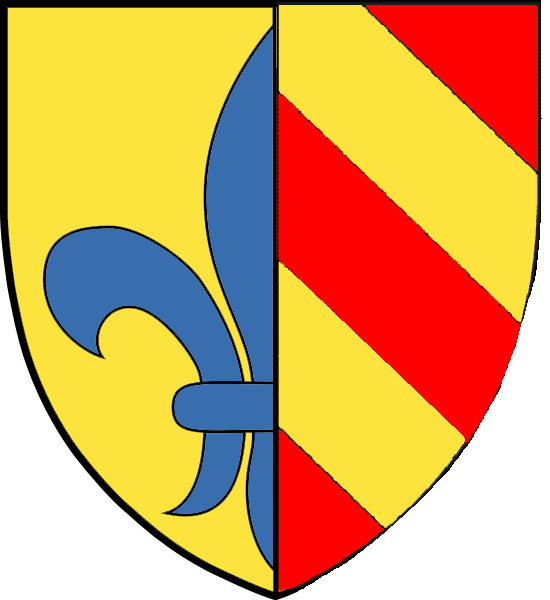
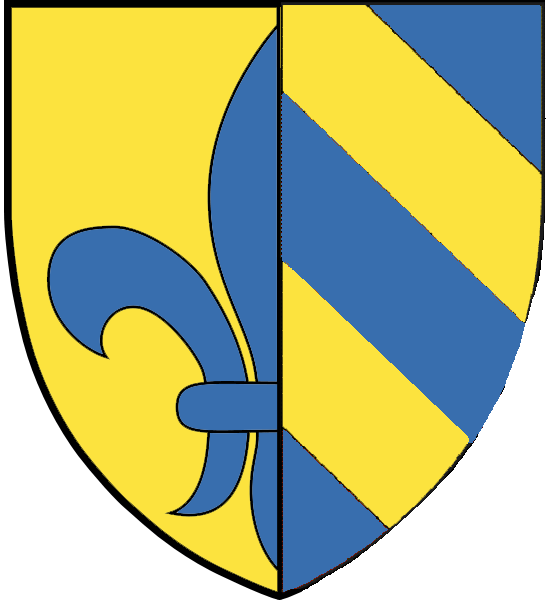
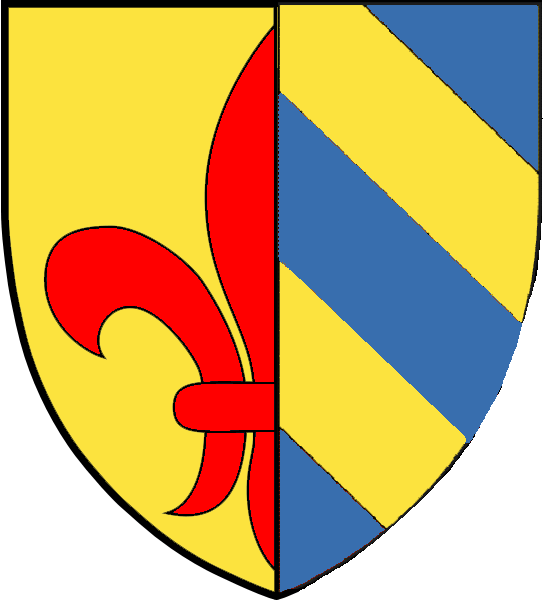